# Bieżeństwo
El Bieżeństwo (bielorruso: Бежaнствa, ucraniano: Біженство, ruso: Беженство) fue una evacuación masiva durante la Primera Guerra Mundial, en el ámbito y en la historiografía polaca también llamada exilio, restablecimiento o desplazamiento de la población, principalmente de fé ortodoxa, de las gobernaciones occidentales del Imperio Ruso a las profundidades de Rusia, después de que las tropas alemanas rompieran la línea del frente en el periodo comprendido entre el 3 de mayo y septiembre de 1915. El apogeo de la Bieżeństwo se produjo en el período comprendido entre la primavera y el otoño de 1915.

## Historia
Debido a los fracasos militares del Ejército Imperial Ruso y al rápido avance de la ofensiva del Imperio Alemán tras la Batalla de Gorlice, las autoridades del Imperio iniciaron una amplia campaña de propaganda, en la que pedían a los civiles que evacuaran inmediatamente hacia las profundidades del Imperio Ruso. Para persuadir a la gente de que se marchara, les amenazaban con asesinatos, violaciones, robos y otras crueles represiones que la población ortodoxa local iba a sufrir a manos de los alemanes. Hechos reales como los crímenes de guerra en Bélgica (el incendio de Lovaina, las ejecuciones masivas en Dinant), la destrucción de Kalisz o los incidentes de Częstochowa al principio de la guerra pudieron contribuir a la difusión de tales noticias. De este modo, se utilizó la táctica de la tierra quemada. También fueron evacuadas familias de funcionarios, empleados de numerosas plantas industriales, trabajadores ferroviarios, etc.
Como resultado de la conmoción, entre 2 y 3 millones de personas abandonaron sus ciudades de origen, incluidos unos 800 mil residentes de la gobernación de Grodno. Hasta el 80% de los habitantes abandonaron las tierras al este de Białystok. La caótica huida hacia las profundidades de Rusia, que duró varios meses, se cobró muchas víctimas. La huida se produjo en medio del calor, sin comida adecuada ni siquiera agua. Las tumbas de los muertos permanecían junto a los caminos, y algunos de los cuerpos no fueron enterrados. Las condiciones propiciaron brotes de epidemias y provocaron la muerte masiva de niños.
Una de las consecuencias de la evacuación fue la salida de la Universidad Imperial de Varsovia hacia Rostov del Don, esta universidad evacuada es la actual Universidad Federal del Sur.

### Citaciones
1. ↑  «O bieżeństwie». biezenstwo.pl. Consultado el 1 de abril de 2017.
2. ↑  «O bieżeństwie». biezenstwo.pl. Consultado el 1 de abril de 2017.
3. ↑  Prymaka-Oniszk, 2016, pp. 105-106.
4. ↑  «O bieżeństwie». biezenstwo.pl. Consultado el 1 de abril de 2017.